# Língua bambara
O Bambara ou Bamana, conhecido localmente como Bamanankan (N’Ko:ߒߞߏ, literalmente "som bamana(n)"), é uma língua falada principalmente no Mali, mas também em alguns países vizinhos, como Burquina Fasso, Costa do Marfim e Gâmbia, no oeste da África, com aproximadamente 14 milhões de falantes. Entre esses, cerca de 4 milhões de pessoas, pertencentes ao grupo étnico bambara, têm o bambara como língua materna. Serve como língua franca no Mali onde estima-se que cerca de 80% da população o utilize como língua materna ou segundo idioma.

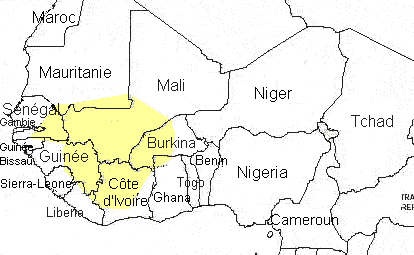
Extensão histórica dos bambaras

Espaços políticos África século XVII

## Classificação
O bambara pertence a um grupo de línguas próximas entre si localizados no ramo centro-sudoeste do grupo das línguas mandê, que por sua vez se insere dentro da família de línguas nigero-congolesas. Geralmente, os falantes nativos consideram determinadas línguas mandé como sendo mutuamente inteligíveis. É o caso do bambara, onde as diferenças entre ele e o diúla, utilizado extensivamente em Burquina Fasso, Costa do Marfim e Gâmbia, são mínimas.

## História
A origem do bambara está diretamente relacionada ao surgimento dos bamanas. Porém, estes não têm proveniência totalmente comum. Não existem documentos que relatam o surgimento desse povo. As informações existentes foram transmitidas pela tradição oral, por meio dos griôs (chamados "jeli" em bambara), que conheciam linhagens de todas famílias reais e a história do país. O povo aprendia sobre a história através dos griôs, que cantavam nas ruas e em cerimônias (principalmente casamentos). Assim sendo, os dados mais precisos datam o surgimento dos bambara a partir do século XI, no Império do Gana. Durante esse Império, nas terras ao sul, viviam os grupos mandês que falavam tanto bambara quanto outras línguas (como mandingas, julas etc.).
Após o fim do Império do Gana no século XIII, com a submissão ao Império do Mali, os grupos mandês já estavam mais definidos e separados, se organizando em grandes aldeias - principalmente mandingas e bambaras - reunidas em territórios com caráter de Estado. Nesse momento, o bambara ainda não possuía escrita, sendo uma língua passada de geração em geração de forma oral. 
Com a chegada do século XVII, o Império do Mali entrou em decadência, sendo dominado pelos Songais, que construíram o Império Songai nos antigos territórios Mali. A partir desse período, os bambara realizaram grandes migrações, estabelecendo-se nas terras do atual Mali, onde permanecem até hoje.
Depois de se fixarem próximo ao delta interior do rio Níger, na região de Segu (atual Mali), o povo bambara começou a crescer e assim a língua bambara passou a ser mais conhecida e falada. No século XX, começou a sofrer muita influência do francês, devido à colonização francesa na região oeste da África. Presentemente, é uma das principais línguas mandês vigentes.

## Distribuição Geográfica
Falado na África Oriental, na área acima do rio Níger, em alguns países como: Mali, Costa do Marfim, Gâmbia, Mauritânia, Níger, Burquina Fasso e Senegal.

### Status Oficial
O Bamana, é a língua franca do Mali, terceira língua da Costa do Marfim e quinta língua do Senegal, sendo considerada como língua reconhecida (de acordo com 1982, Decreto No. 159 de 19 Julho, artigo 1) de nível 4 (EGIDS). Há instituições, além dos lares e comunidades, que usam e ensinam o idioma, de modo que a língua está em constante crescimento.

### Dialetos
Existem muitos dialetos locais, porém a principal divisão é entre o Bambara padrão e os dialetos rurais.Esses dialetos são falados em vários níveis de proficiência diferentes por 80% da população do Mali. Alguns dialetos rurais são: Somono (Kombye), Segou, San, Beledugu, Ganadugu, Sikasso e Wasulunkakan (Maninkakan, Wasulu, Wassulunka, Wassulunke, Wassulu, Wasuu).

## Fonologia

### Vogais
O bambara possui sete vogais orais, /a/, /ɛ/, /ɔ/, /e/, /o/, /u/, /i/, sendo /a/ a vogal mais presente na língua. Além dessas, existem as vogais nasais, caracterizadas pela vogal oral nasalizada. Na escrita, as vogais nasais são representadas pela vogal oral seguida da letra <n> , <an>, <ɛn>, <ɔn>, <en>, <on>, <un>, <in>. São utilizadas de maneira arbitrária em certas palavras (como em bán, 'finalizar' ou kón, 'intervalo') e de maneira menos frequente que as orais.
|             | anterior | central | posterior |
| ----------- | -------- | ------- | --------- |
| fechada     | i        |         | u         |
| semifechada | e        |         | o         |
| semiaberta  | ɛ        |         | ɔ         |
| aberta      |          | a       |           |

O quadro das vogais bambara é muito similar ao quadro das vogais do português brasileiro.

### Consoantes
São 19 consoantes existentes. O <p> bilabial oclusivo surdo é raro, usado geralmente como inicial e para expressar uma noção semântica de intensidade (ex: pélepele, 'completamente').
|                     | bilabial | bilabial | labiodental | dental | dental | palatal | palatal | velar | velar |
| ------------------- | -------- | -------- | ----------- | ------ | ------ | ------- | ------- | ----- | ----- |
| oclusiva            | p        | b        |             | t̪      | d̪      | c       | ɟ       | k     | g     |
| fricativa           |          |          | f           |        | ð      |         | ʝ       |       | ɣ     |
| nasal               |          | m        |             |        | n      |         | ɲ       |       | ŋ     |
| aproximante lateral |          |          |             |        | l̪      |         |         |       |       |
| aproximante         |          | w        |             |        |        |         | y       |       |       |

### Tons
O bambara é uma língua tonal, usando as diferenças de altura de maneira distintiva. Os dois tons existentes são o tom alto (h), representado por um acento agudo (‘), e o tom baixo (b), representado por um acento grave (`). Todos os tons verificados são a combinação desses dois tons. A atribuição tonal é arbitrária, exceto no caso dos verbos emprestados do francês, que são sempre altos.
Para entender os tons do bambara, é preciso analisar seus esquemas tonais, ou seja, as configurações de tons que formam um padrão para um conjunto de palavras da língua (Dumestre, 2003). Em mais de 90% das palavras, somando todas as classes, são usados dois esquemas: um alto (h) e um ascendente (a). Nas demais são usados esquemas menores, que são muito mais variáveis.

## Escritas

### Alfabeto Ma-Sa-Ba
Foi desenvolvida por Woyo Couloubayi (1910-1982), habitante da aldeia Assatiémala, do povo Masasi, na região de Kaarta, em 1930. O sistema de escrita tinha um total de 123 caracteres e, segundo Woyo, foi-lhe revelado durante uma noite de reflexão. Essa escrita foi progressivamente abandonada com o passar dos anos.

### Alfabeto N’Ko
Alfabeto criado especialmente para as línguas mandê por Soloma Kante em 1949, após ter ouvido um jornalista europeu comparando as línguas indígenas africanas com o barulho dos pássaros, por serem ambos “incompreensíveis”. Em N’Ko existem 26 consoantes e 7 vogais, juntamente com uma escrita feita da direita para a esquerda. Apesar de não ser o mais utilizado pelo bambara nos dias de hoje, ainda é ensinado e possui uma data de comemoração, dia 14 de abril. N'Ko significa 'Eu disse' em todas as línguas mandê.
| N'Ko | alfabeto latino |
| ---- | --------------- |
| ߙ    | r               |
| ߘ    | d               |
| ߗ    | ch              |
| ߖ    | j               |
| ߕ    | t               |
| ߔ    | p               |
| ߓ    | b               |
| ߡ    | m               |
| ߟ    | l               |
| ߞ    | k               |
| ߝ    | f               |
| ߜ    | gb              |
| ߛ    | s               |
| ߚ    | rr              |
| ߒ    | n'              |
| ߦ    | y               |
| ߥ    | w               |
| ߤ    | h               |
| ߣ    | n               |
| ߢ    | ny              |

| N'Ko | alfabeto latino |
| ---- | --------------- |
| ߐ    | ɔ               |
| ߏ    | o               |
| ߎ    | u               |
| ߍ    | ɛ               |
| ߌ    | i               |
| ߋ    | e               |
| ‎‎ߊ    | a               |

#### Tons
A escrita N’Ko contém 7 diacríticos que marcam os 2 tons existentes, inseridos acima de vogais (curtas ou longas), que podem admitir esquemas tonais distintos (alto, baixo, ascendente e descendente).
|       | alto | baixo | ascendente | descendente |
| ----- | ---- | ----- | ---------- | ----------- |
| curta |      |       |            |             |
| longa |      |       |            |             |

Existe uma versão N'Ko da Wikipédia desde 2019, com 435 usuários e 468 artigos.
Exemplo de escrita em N’Ko:

### Alfabeto Latino
Devido à colonização francesa no Mali, o alfabeto latino se tornou o alfabeto mais usado em bambara, onde sofreu alguns ajustes ao seu sistema fonológico. O alfabeto latino prevê mais consoantes do que a língua bambara (como o <v>). Em contrapartida, esse alfabeto tem cinco vogais, enquanto a língua bambara tem sete, adicionando dois símbolos novos (<ɛ> e <ɔ>). De modo geral, o <ɛ> equivale a <é> em português, enquanto o <ɔ> equivale ao <ó> em português.
São poucos os que sabem ler e escrever em bambara, mesmo 80% da população falando a língua, uma vez que os alunos do Mali aprendiam a ler e escrever apenas em francês até o final do século XX. Após esse período, o Ministério da Educação do país modificou o currículo para começar a educação das crianças em bambara e introduzir o francês aos poucos. Existe um pouco de resistência com relação a este currículo, mas as escolas que estão, de fato, implementando tais mudanças mostram resultados promissores na valorização da língua.
|                     | bilabial | bilabial | labiodental | dental | dental | palatal | palatal | velar | velar |
| ------------------- | -------- | -------- | ----------- | ------ | ------ | ------- | ------- | ----- | ----- |
| oclusivo            | p        | b        |             | t      | d      | c       | j       | k     | g     |
| fricativo           |          |          | f           |        | r      |         | s       |       | h     |
| nasal               |          | m        |             |        | n      |         | ɲ       |       | ŋ     |
| aproximante lateral |          |          |             |        | l      |         |         |       |       |
| aproximante         |          | w        |             |        |        |         | y       |       |       |

A maioria das letras é pronunciada como no francês, exceto em dois casos específicos:
1- d e t, que são pronunciadas em francês como [d͡ʒ] e [t͡ʃ] em ‘diamant’ e ‘tien’.
2- in no final de palavras, que é pronunciado mantendo o valor do i. Opostamente em francês, o n é pronunciado em detrimento do i, como em ‘moulin’ .
Já em comparação ao português brasileiro, as letras bambara são pronunciadas majoritariamente de forma diferente, tendo pronúncias comuns apenas:
1- p e b, oclusivas bilabiais
2- f, fricativa labiodental
3- m, nasal bilabial
Na escrita latina, os tons bambara são representados por dois diacríticos, um acento agudo e um acento grave, representando tom alto e baixo, respectivamente.
| alto  | ´ |
| baixo | ` |

## Morfossintaxe
O bambara pertence à família das línguas analíticas, em que cada palavra normalmente corresponde a um conceito. Essa língua consiste em muitas palavras monossilábicas de pronúncia fácil para falantes de francês e português e algumas polissilábicas (quase todas com terminação vocálica). Se existir uma palavra com pronúncia difícil, ela deve ser estrangeira, provavelmente árabe.
Além disso, bambara é uma língua aglutinativa, tendo o radical (seja substantivo, adjetivo ou verbo) sempre intacto. Sua morfologia, portanto, se resume à justaposição do radical com um elemento auxiliar, sufixo ou prefixo.
A justaposição é imediata quando a relação entre os termos é íntima e logicamente necessária ou quando um dos termos é um nome deverbal. Abaixo estão exemplos da justaposição imediata com relação de posse, nos quais as palavras destacadas são os elementos auxiliares:
samba-fa, ‘pai do samba’ (lit. samba pai)
dyougoû-boli, ‘a fuga dos inimigos’(lit. inimigos fuga)
Quando um termo for um nome de ação ou um particípio passado, a justaposição é feita pela intercalação da partícula ka entre os dois termos.
Exemplo:
demba ka bougolé, ‘aquele que Demba bateu’ (lit. Demba aquele bateu)

### Ordem das palavras
A língua bambara tem a estrutura sujeito-objeto-verbo (SOV), onde o sujeito consiste em um grupo nominal (substantivo simples ou pronome). Exemplo:
Birama ye liburu kalan
Sujeito marca objeto verbo
Birama passado livro ler (Birama leu o livro)

### Nomes
O gênero dos substantivos não é marcado para objetos inanimados. Para seres vivos, quando quer se deixar o sexo explícito, adiciona-se ao final do nome a marca kè, ‘homem’ ou mouso, ‘mulher’, destacada nos exemplos abaixo.
| neutro         | masculino             | feminino              |
| -------------- | --------------------- | --------------------- |
| den, 'criança' | den-kè, 'menino'      | den-mouso, 'menina'   |
| Sô, 'cavalo'   | Sô-kè, 'cavalo macho' | Sô-mouso, 'égua'      |
| Oulou, 'cão'   | Oulou-kè, 'cão macho' | Oulou-mouso, 'cadela' |

Já o plural dos nomes é formado pela adição da desinência ou (destacada abaixo).
| singular       | plural            |
| -------------- | ----------------- |
| Ma, 'um homem' | Mâou, 'homens'    |
| Misi, 'bovino' | Misiou, 'bovinos' |
| Dén, 'criança' | Denou, 'crianças' |

Nas palavras terminadas em ou no singular, o plural é indicado pela inserção de um acento circunflexo sobre a vogal u. Exemplo:
Dousou, 'alma'
Dousoû, 'almas'
Os pronomes pessoais possuem a mesma forma dos pronomes possessivos e sempre permanecem inalterados, independentemente de sua função. Nos casos de reflexividade, os pronomes da segunda pessoa do singular, primeira do plural e terceira do plural sofrem alteração, ficando i, anou e olou.
|                           | bambara  | português              |
| ------------------------- | -------- | ---------------------- |
| primeira pessoa singular  | Né       | eu, meu/minha          |
| segunda pessoa singular   | E, I     | você, seu/sua          |
| terceira pessoa singular  | A        | ele/ela, dele/dela     |
| primeira pessoa do plural | An, anou | nós, nosso/nossa       |
| segunda pessoa do plural  | Aou      | vocês, de vocês        |
| terceira pessoa do plural | Ou, olou | eles/elas, deles/delas |

É comum a forma né de primeira pessoa do singular sofrer transformação para m em contexto de fronteira de palavra iniciada por b, m ou p. Em negrito abaixo, está demonstrada a transformação da primeira pessoa. Exemplos:
M’ba, ‘minha mãe’
M’m’a mé, 'eu não entendo'
M’bé kénéa san kosobé, 'estou me recuperando bem agora'

### Verbos
Os verbos bambara não possuem conjugação por gênero, número ou pessoa. Dessa maneira, podem ser abordados por três pontos: auxiliares, cópulas e sufixos derivacionais. Os auxiliares também funcionam como uma marca de enunciado que indica polaridade negativa/positiva. Abaixo, exemplos com a marca bɛ de enunciado do tempo presente afirmativo e a marca tɛ negativo:
N’bɛ taa, ‘eu vou’
U’tɛ bɔ Faransi, ‘eles não são da França’

#### Auxiliares
Existe apenas um auxiliar que também é uma cópula, variando sua função dependendo da sentença em que se encontra. Os auxiliares são responsáveis pela formação dos diversos tempos verbais, apresentados na seguinte forma: infinitivo invariável (igual ao radical) + auxiliar (também invariável, correspondente a cada tempo). Listados a seguir estão os tempos e modos verbais com seus respectivos auxiliares.
|                             | afirmativa | negativa |
| --------------------------- | ---------- | -------- |
| presente                    | bɛ         | tɛ       |
| pretérito imperfeito        | toumbé     | tounté   |
| pretérito                   | ye         | ma       |
| pretérito mais-que-perfeito | tounyé     | toumma   |
| futuro                      | na         | tna      |

Exemplos (auxiliares destacados):
Birama ye liburu kalan, 'Birama leu o livro' (lit. Birama livro leu)
N’ye kono fâ, 'Eu matei um passarinho' (lit. eu passarinho matei)
Sanu bɛ baara kɛ, 'Sanu trabalha' (lit. Sanu trabalho faz)
| afirmativa | negativa |
| ---------- | -------- |
| tounna     | tounta   |

Exemplo:
N’tounta kono bougo, "Eu não teria batido no passarinho' (lit. eu não passarinho bati)
| afirmativa | negativa |
| ---------- | -------- |
| ka         | kana     |

Exemplo:
N’ka kono bougo, 'que eu bati no passarinho' (lit. eu passarinho bati)

#### Cópulas
Cada cópula expressa uma ideia diferente na construção da frase:
- don expressa o verbo "ser" de forma existencial, equivalente ao verbo be em inglês (ex: Ne don, 'sou eu');
- bɛ expressa ideia ou ação (ex: Tile bɛ, 'está ensolarado');
- ye, inserida antes e depois do nome, expressa o foco do assunto pelo qual o nome é identificado (ex: Nin ye wulu ye, 'isso é um cachorro'). Na negativa, o primeiro ye é substituído por tɛ (ex: Nin tɛ wulu ye, 'isso não é um cachorro');
- ka e sua forma negativa man, relacionam nome e adjetivo (ex: N ka yan, 'eu sou alto'; N man yan, 'eu não sou alto').

#### Sufixos derivacionais
Para transformar o verbo num substantivo agente, são usados os sufixos la (na depois de nasal), baga ou baa. La só pode ser sufixado em verbos transitivos.
Exemplos: móbili bòli, 'dirigir carro'; móbili-bòli-la, 'motorista'
à kàlan, 'ler algo'; kàlan-baga, 'leitor'
kisi, 'salvar'; kisi-baa, 'salvador'
Para indicar instrumento, é adicionada a partícula lan (nan após vogal ou consoante nasais). Pode ser sufixada à qualquer verbo.
Exemplos: sìgi, 'sentar'; sìgi-lan, 'cadeira'
dátugu, 'cobrir'; dátugu-lan, 'tampa'
Para formação de nomes deverbais, é inserido o sufixo li (ni depois de nasal) no verbo.
Exemplo: wúli, 'levantar'; wúli-li, 'o levantar'
Por último, para indicar o resultado de uma ação, é sufixada a partícula len (nen depois de nasal) ao verbo.
Exemplo: bìn, 'cair'; bìn-nen, 'caído'

## Vocabulário
Amostra de texto: Artigo 1 da Declaração Universal dos Direitos Humanos em Bambara.
Sariyasen fɔlɔ
Hadamaden bɛɛ danmakɛɲɛnen bɛ bange, danbe ni josira la. Hakili ni taasi b’u bɛɛ la, wa u ka kan ka badenɲasira de waleya u ni ɲɔgɔn cɛ
Tradução
Artigo 1
Todos os humanos nascem livres e iguais em dignidade e direitos. Eles são dotados de razão e consciência e devem agir em relação uns aos outros com espírito de fraternidade
| Segunda-feira | Terça-feira | Quarta-feira    | Quinta-feira | Sexta-feira            | Sábado           | Domingo    |
| N’knén        | Talâta      | Ouaraba, waraba | Alamisa      | Guédiouma, guédioumadi | Sibiri, n’sibiri | Kari (n’-) |

| 1     | 2    | 3    | 4     | 5     | 6     | 7        | 8    | 9        | 10  |
| kelen | fila | saba | naani | duuru | wòoro | wolonfla | segi | kòno ntò | tan |

| Bom dia              | i ni sógóma (para uma pessoa), aw ni sógóma (mais de uma pessoa) |
| Boa noite            | I ni sou                                                         |
| Com licença          | Hakɛto                                                           |
| Obrigado             | Barika-da                                                        |
| Bem-vindo            | I ni chè                                                         |
| Como é seu nome?     | I tɔgɔ ko di                                                     |
| Meu nome é           | N tɔgɔ ko                                                        |
| Sim                  | ɔwɔ                                                              |
| Não                  | Ayi                                                              |
| Não estou entendendo | N m’à faamu                                                      |
| OK                   | Ayiwa                                                            |

## Uso na mídia
A língua bambara é utilizada por jornais e emissoras de TV no Mali. Além disso, também é reconhecida pela ONU (Organização das nações Unidas), tendo uma tradução da Declaração Universal dos Direitos Humanos para essa língua.
No ano de 2009, foi objeto de um problema da prova individual Olimpíada Internacional de Linguística (IOL).